# 줄무늬노랑귀박쥐
줄무늬노랑귀박쥐(Vampyriscus nymphaea)는 주걱박쥐과(신세계잎코박쥐과)에 속하는 박쥐의 일종이다. 중앙아메리카와 남아메리카의 토착종으로 콜롬비아와 코스타리카, 에콰도르, 니카라과, 파나마, 그리고 온두라스에서 발견된다.